# Acciaio (1941)
| «Аччайо»                                                                 | «Аччайо» | «Аччайо» |
| ------------------------------------------------------------------------ | --- | --- |
| Acciaio                                                                  | | |
|                                                                          | | |
| Схематичне зображення італійського підводного човна «Аччайо»             | | |
| Верф                                                                     | Odero-Terni-Orlando, Ла-Спеція | Odero-Terni-Orlando, Ла-Спеція |
| Під прапором                                                             | Королівство Італія | Королівство Італія |
| Належність                                                               | Королівські військово-морські сили Італії | Королівські військово-морські сили Італії |
| Закладений                                                               | 21 листопада 1940 | 21 листопада 1940 |
| Спуск на воду                                                            | 22 січня 1941 | 22 січня 1941 |
| Введений до складу флоту                                                 | 30 жовтня 1941 | 30 жовтня 1941 |
| На службі                                                                | 1941–1943 | 1941–1943 |
| Загибель                                                                 | 13 липня 1943 року потоплений британським підводним човном «Анрулі» поблизу Мессінської протоки                                              | 13 липня 1943 року потоплений британським підводним човном «Анрулі» поблизу Мессінської протоки                                              |
| Бойовий досвід                                                           | Друга світова війна Битва на Середземному морі * Операція «Гарпун»                                                                           | Друга світова війна Битва на Середземному морі * Операція «Гарпун»                                                                           |
| Проєкт                                                                   | | |
| Тип ПЧ                                                                   | прибережний підводний човен | прибережний підводний човен |
| Основні характеристики                                                   | | |
| Швидкість (надводна)                                                     | 14 вузлів (25,9 км/год) | 14 вузлів (25,9 км/год) |
| Швидкість (підводна)                                                     | 7,5 вузла (13,9 км/год) | 7,5 вузла (13,9 км/год) |
| Робоча глибина занурення                                                 | 75 м | 75 м |
| Гранична глибина занурення                                               | 80 м | 80 м |
| Дальність плавання                                                       | 2300 миль (4260 км) на швидкості 10,5 вузла в надводному положенні 80 миль (148 км) на швидкості 4 вузли (7,4 км/год) у підводному положенні | 2300 миль (4260 км) на швидкості 10,5 вузла в надводному положенні 80 миль (148 км) на швидкості 4 вузли (7,4 км/год) у підводному положенні |
| Екіпаж                                                                   | 44 офіцери та матроси | 44 офіцери та матроси |
| Розміри                                                                  | | |
| Довжина найбільша (по КВЛ)                                               | 60,18 м | 60,18 м |
| Ширина корпусу найб.                                                     | 6,475 м | 6,475 м |
| Середня осадка (по КВЛ)                                                  | 4,78 м | 4,78 м |
| Водотоннажність надводна                                                 | 712 т | 712 т |
| Водотоннажність підводна                                                 | 865 т | 865 т |
| Силова установка                                                         | | |
| Дизель-електрична: 2 × дизельних двигуни Tosi 2 × електродвигуни Ansaldo | | |
| Гвинти                                                                   | 2 | 2 |
| Потужність                                                               | 1500 к. с. (дизелі) 800 к. с. (електродвигун)                                                                                                | 1500 к. с. (дизелі) 800 к. с. (електродвигун)                                                                                                |
| Озброєння                                                                | | |
| Артилерія                                                                | 1 × 100-мм корабельна гармата OTO Mod. 1924/1927/1928                                                                                        | 1 × 100-мм корабельна гармата OTO Mod. 1924/1927/1928                                                                                        |
| Торпедно- мінне озброєння                                                | 6 × 533-мм торпедних апаратів 12 торпед | 6 × 533-мм торпедних апаратів 12 торпед |
| ППО                                                                      | 1 × 20-мм автоматична зенітна гармата Scotti-Isotta-Fraschini 20/704 2 × 12,7-мм зенітних кулемети Breda Model 1931                          | 1 × 20-мм автоматична зенітна гармата Scotti-Isotta-Fraschini 20/704 2 × 12,7-мм зенітних кулемети Breda Model 1931                          |

«Аччайо» (італ. Acciaio) — військовий корабель, дизель-електричний прибережний підводний човен 600-тонної серії типу «Платино» Королівських ВМС Італії за часів Другої світової війни. «Аччайо» був закладений 21 листопада 1940 року на верфі компанії Odero-Terni-Orlando у Ла-Спеції. 22 січня 1941 року він був спущений на воду, а 30 жовтня 1941 року увійшов до складу Королівських ВМС Італії.
За час служби «Аччайо» здійснив 24 бойових походи у Середземне море, пройшовши 13 848 миль у надводному положенні та 1650 — у підводному положенні.

## Історія служби
Після вступу на службу він базувався в Аугусті. 23 березня 1942 року вийшов у перший бойовий похід, повернувся, не атакувавши жодного корабля чи судна. Ближче до середини червня його відправили разом з трьома іншими підводними човнами, щоб сформувати протикорабельний заслін між мисами Ферра та мисами Бугароні (узбережжя Алжиру), для протидії британській операції «Гарпун».
На початку листопада він вийшов з Аугусти й досяг місця своєї засідки біля узбережжя Алжиру. О 6:17 ранку 10 листопада, під час спливання, він помітив корабель, ідентифікований як крейсер типу «Ліндер»; він підійшов на відстань 1300 метрів і випустив чотири торпеди. Дві торпеди пройшли перед носом крейсера, одна — за кормою, а остання — під кормовою частиною корпусу, не вибухнувши. Потім підводний човен ледве уникнув контратаки кораблів ескортної групи противника.
10 липня 1943 року «Аччайо» вийшов з Ла-Маддалени в напрямку на північ від Сицилії, але відтоді вважався зниклим безвісти.
О 00:20 12 липня 1943 року британський бомбардувальник Lockheed Hudson виявив на радарі підводний човен, який плив на поверхні. «Гудзон» пішов у атаку, і поки підводний човен поспішно пірнав, він атакував його, випустивши вісім ракет. Перші п'ять ракет не влучили в ціль, але коли британський пілот повернувся на місце атаки, він побачив велику пляму нафти. Британський льотчик не бачив, як ворожий човен затонув, і спостереження за плямою нафти, навіть вночі, було аж ніяк не переконливим доказом. Однак можна сказати напевно, що після цієї атаки ніхто більше не бачив «Аччайо».
За іншою версією, 13 липня 1943 року «Acciaio» був потоплений британським підводним човном «Анрулі» поблизу Мессінської протоки. Внаслідок атаки загинув весь екіпаж з 46 осіб.